# Chrysler Pacifica (monospace)
La Chrysler Pacifica est un monospace de 7 ou 8 places produit par le constructeur automobile américain Chrysler, appartenant à Stellantis. Bien que son nom soit partagé avec un crossover interrompu, il s’agit d’un tout nouveau concept qui remplace le Chrysler Town & Country.
Ce monospace est produit avec deux groupes motopropulseurs, un moteur à essence de 3,6 litres et un hybride rechargeable, commercialisé sous le nom de Pacifica Hybrid. La version hybride rechargeable, seulement disponible en 7 places, comprend une batterie lithium-ion de 16 kWh jumelée à une boite CVT pouvant propulser seule la voiture jusqu'à 53 km. La version essence seulement du monospace Pacifica a été mise en vente à la mi-2016, tandis que la version hybride rechargeable a été mise en vente début 2017.

## Histoire

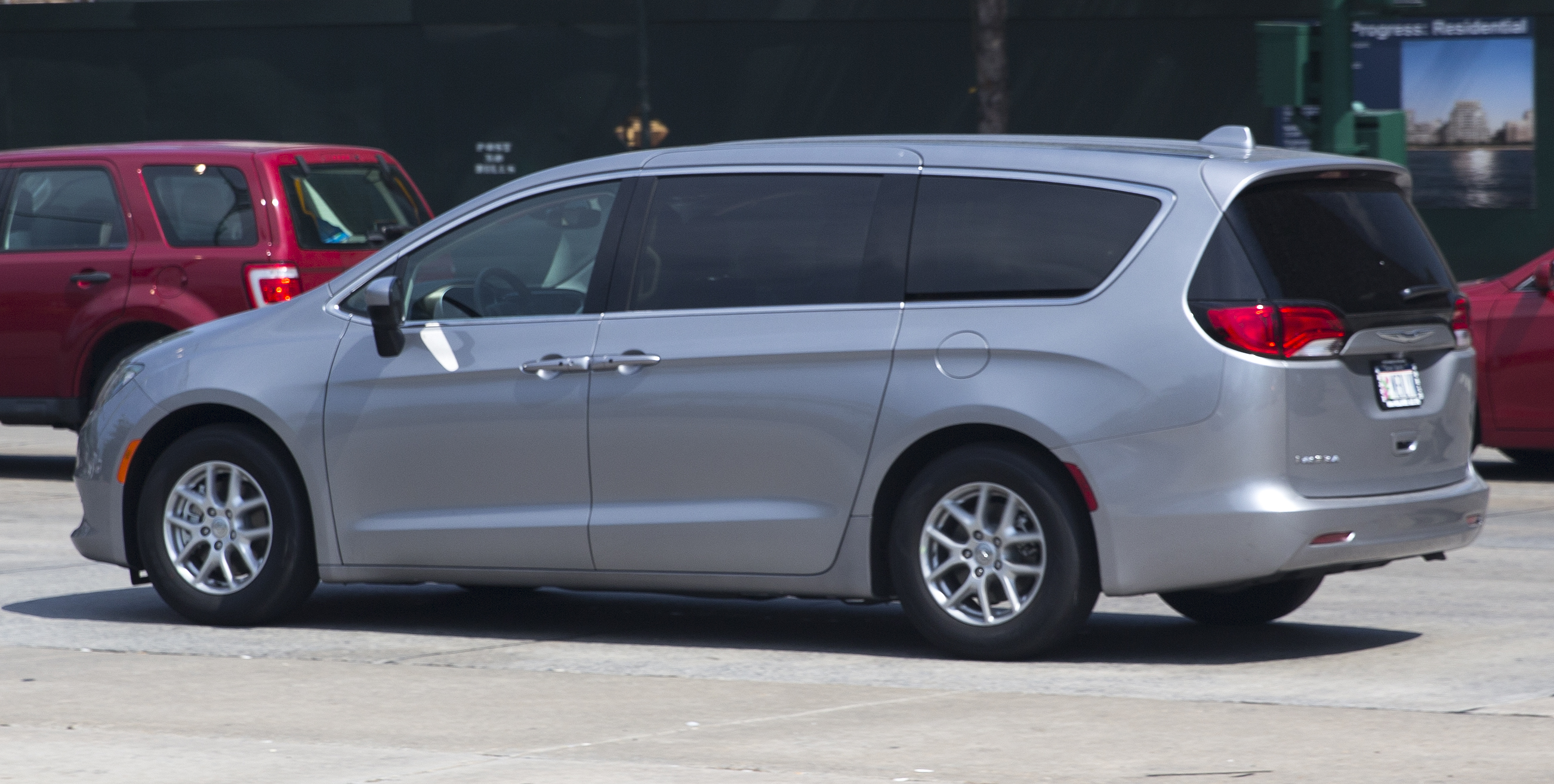
Vue du profil

En juin 2013, il est annoncé que Chrysler se préparait à produire une nouvelle génération de son monospace Town & Country (Voyager) à l'usine d'assemblage de Windsor, la production devrait débuter en 2015 et devrait être mise en vente en 2017. Un analyste du secteur a indiqué que la nouvelle version serait peut-être un crossover comparable au précédant Pacifica.
En 2015, le PDG de FCA, Sergio Marchionne, a annoncé qu'il investirait 2 milliards de dollars dans le développement d'un nouveau monospace et la rénovation de l'usine d'assemblage de Windsor afin de faciliter sa production. Une feuille de route d'entreprise a révélé qu'une nouvelle Town & Country entrerait en production en février 2016, serait vendue pour l'année 2017 et que la dernière génération de  Grand Caravan serait maintenue parallèlement à la nouvelle Town & Country en tant qu'option à moindre coût en 2017, après quoi il sera interrompu. Marchionne s'est opposé aux "véhicules doublons" dans le développement de produits - une stratégie reflétée par la réduction du développement des véhicules rebadgés entre les marques nationales de FCA US,,.  Le 3 novembre 2015, FCA a demandé le renouvellement de l'enregistrement de sa marque sur le nom Pacifica; Le chef des marques de voitures particulières de la FCA, Timothy Kuniskis, a nié que cela soit lié à de nouveaux produits et qu'il était de pratique courante dans l'industrie de continuer à renouveler ses marques de commerce parce que "vous ne voulez pas perdre de noms. Établir de nouveaux noms coûte cher".
Le nouveau véhicule a fait ses débuts le 11 janvier 2016 au Salon international de l'automobile de l'Amérique du Nord de 2016. Plutôt que d'être nommé Town & Country, le nouveau véhicule a été baptisé Pacifica. La décision d'abandonner la marque Town & Country a été prise principalement pour distinguer le nouveau véhicule des versions précédentes; Le directeur du marketing des produits de marque Chrysler, Bruce Velisek, a expliqué que la Pacifica était censée "changer tout le paradigme de ce que les gens connaissent des monospaces dans le segment". Parmi les différences par rapport à l’ancien Town & Country, on retrouve une nouvelle plate-forme et une conception plus sportive inspirée des crossovers - un segment du marché qui avait dominé les ventes de monospaces - afin de dissocier le véhicule d’autres fourgonnettes plus compactes,.  Chrysler a également changé les portes coulissantes de la fourgonnette : elles sont en aluminium et mains libres, et s'ouvriront automatiquement lorsque le porte-clés sera placé sous elles.

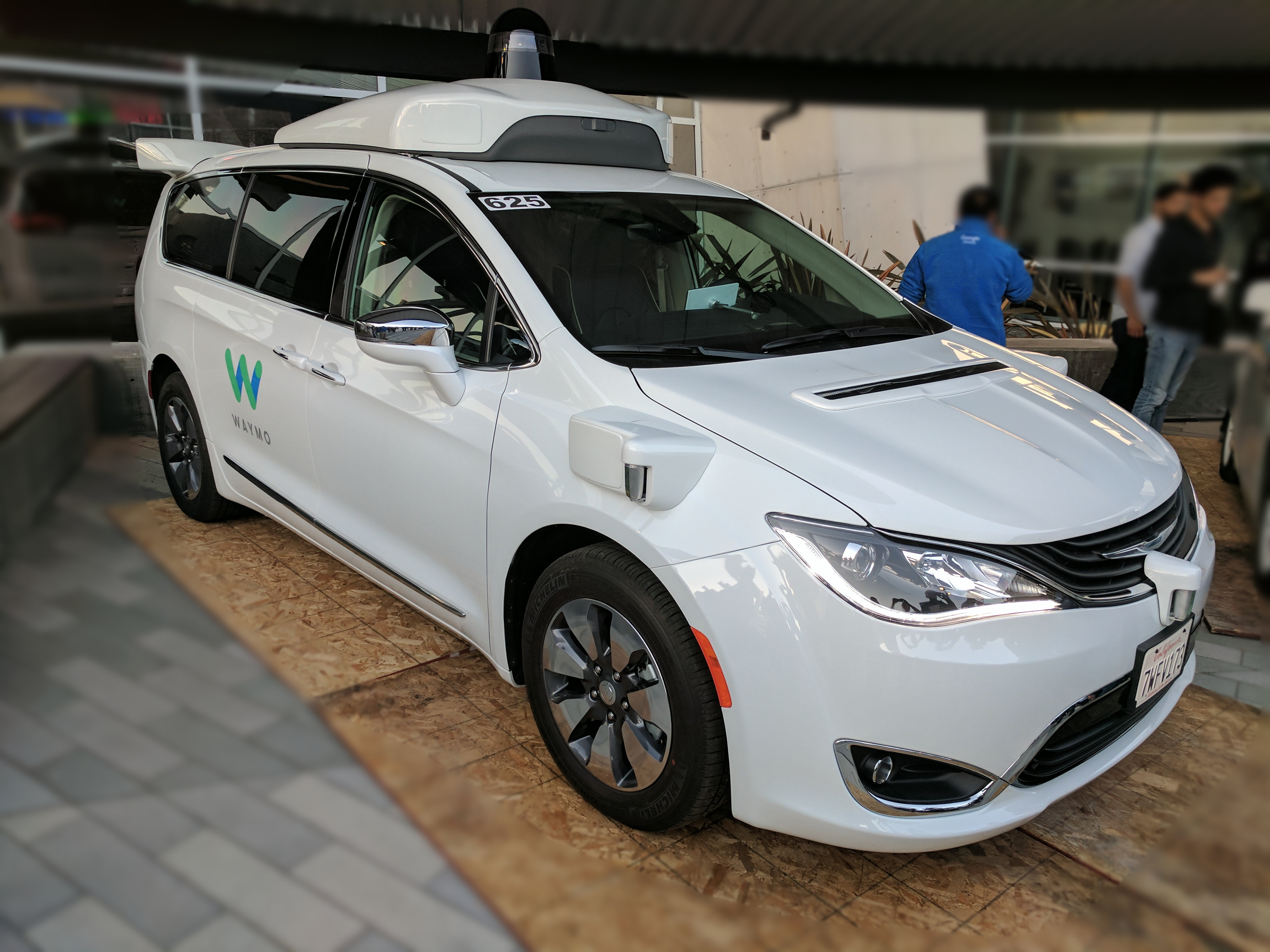
Pacifica sans conducteur de Google.

Le 10 mars 2016, la FCA a annoncé que le prix de départ de la Pacifica serait de 28 595 $ US. Cela représente 1 400 $ US de moins que le prix de départ du Town & Country. Le 15 novembre 2016, les prix du modèle hybride plug-in ont été publiés. Le modèle de base appelé «Premium» commence à 41 995 USD et le modèle haut de gamme «Platinum» à 44 995 USD . Étant donné que la Pacifica Hybrid dispose d’une batterie de 16 kWh, elle bénéficie du crédit d'impôt fédéral total de 7 500 $ US aux États-Unis. En juin 2017, Chrysler a rappelé 1600 Pacifica pour réparer l'électronique.
Selon l'ingénieur en chef Kevin Mets, la production d'une version hybride rechargeable, qui sera la première de sa catégorie aux États-Unis, visait à créer un véhicule électrique qui pourrait être le « véhicule principal » d'une famille.
Le 7 novembre 2017, Waymo a annoncé qu'elle avait commencé à tester des voitures autonome sans conducteur de sécurité à la place conducteur à l'aide d'un Pacifica plug-in.
En octobre 2019 est annoncée une nouvelle version du Pacifica pour 2020. Il s'agit de la version Red S Edition ajoutant des éléments esthétiques à l'extérieur comme à l'intérieur. Cette version, la plus luxueuse proposée, dispose de sièges deux tons recouverts de cuir Nappa couleur Rouge Rodéo avec des surpiqûres grises. Les garnitures sont en aluminium brossé, des emblèmes « S » dont disposés sur les sièges, et les haut-parleurs sont de marque Harman Kardon au nombre de 20.

### Chrysler Voyager
À partir de l'année modèle 2020, les modèles bas de gamme "L" et "LX" ont été séparés de la plaque signalétique Pacifica et sont désormais vendus sous la plaque signalétique Voyager. Cela marque le retour de la plaque signalétique Voyager dans la gamme des modèles Chrysler, dans laquelle elle a été utilisée pour la dernière fois en 2016, et sur le marché nord-américain, dans lequel elle a été utilisée pour la dernière fois en 2003 aux États-Unis et en 2007 au Mexique. En plus des niveaux de finition L et LX, un modèle "LXi" est disponible pour les clients des flotte.

### Restylage de 2021

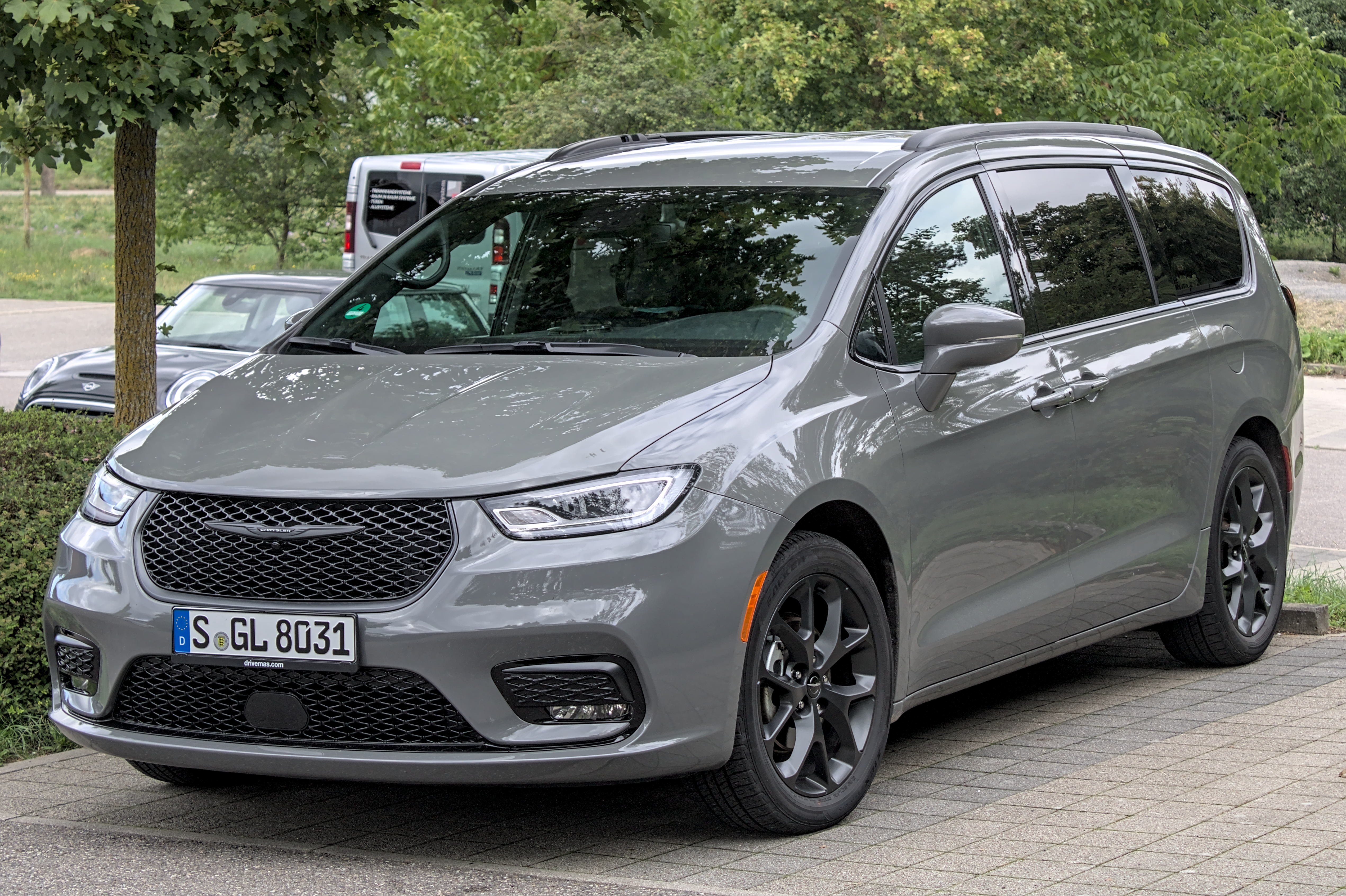
Restylage de 2021.

Le Chrysler Pacifica restylée de 2021 a été présentée à l’occasion du Chicago Auto Show de 2020. Le Pacifica de l'année modèle 2021 présente un nouveau style extérieur, la face avant arbore de nouveaux phares plus agressifs et une calandre rappelant la forme et le motif de la Chrysler 300 et est maintenant disponible avec une transmission intégrale (4x4) pour les modèles essence en plus de la traction avant (TA) (les modèles Pacifica hybrides resteront exclusivement disponibles avec la traction avant (TA)). Par ailleurs, le Pacifica est le premier véhicule de FCA à proposer le système Uconnect 5 basé sur Android avec un écran tactile haute résolution standard de 10,1 pouces et l'intégration des smartphones Apple CarPlay et Android Auto, ainsi que les capacités d'Amazon Alexa, ainsi que la radio satellite SiriusXM et connectivité de données à haut débit. Les ports de données et de charge USB-C à haute vitesse sont des équipements standard, et la navigation GPS basée sur TomTom sera facultative. Le système de caméra arrière "FamCam" peut afficher une image des passagers arrière à la place d'un miroir de conversation. Enfin, à l’intérieur, une version Pinnacle est désormais proposée : il s’agit de la version haut de gamme ajoutant des badges "Pinnacle" sur les portes avant, garniture de siège en cuir unique, oreillers en cuir matelassé pour les sièges de la deuxième rangée et repères de style extérieur uniques.

## Production
La production du véhicule utilise une toute nouvelle plate-forme à l’usine de Windsor, Ontario, Canada.

### Groupes motopropulseurs

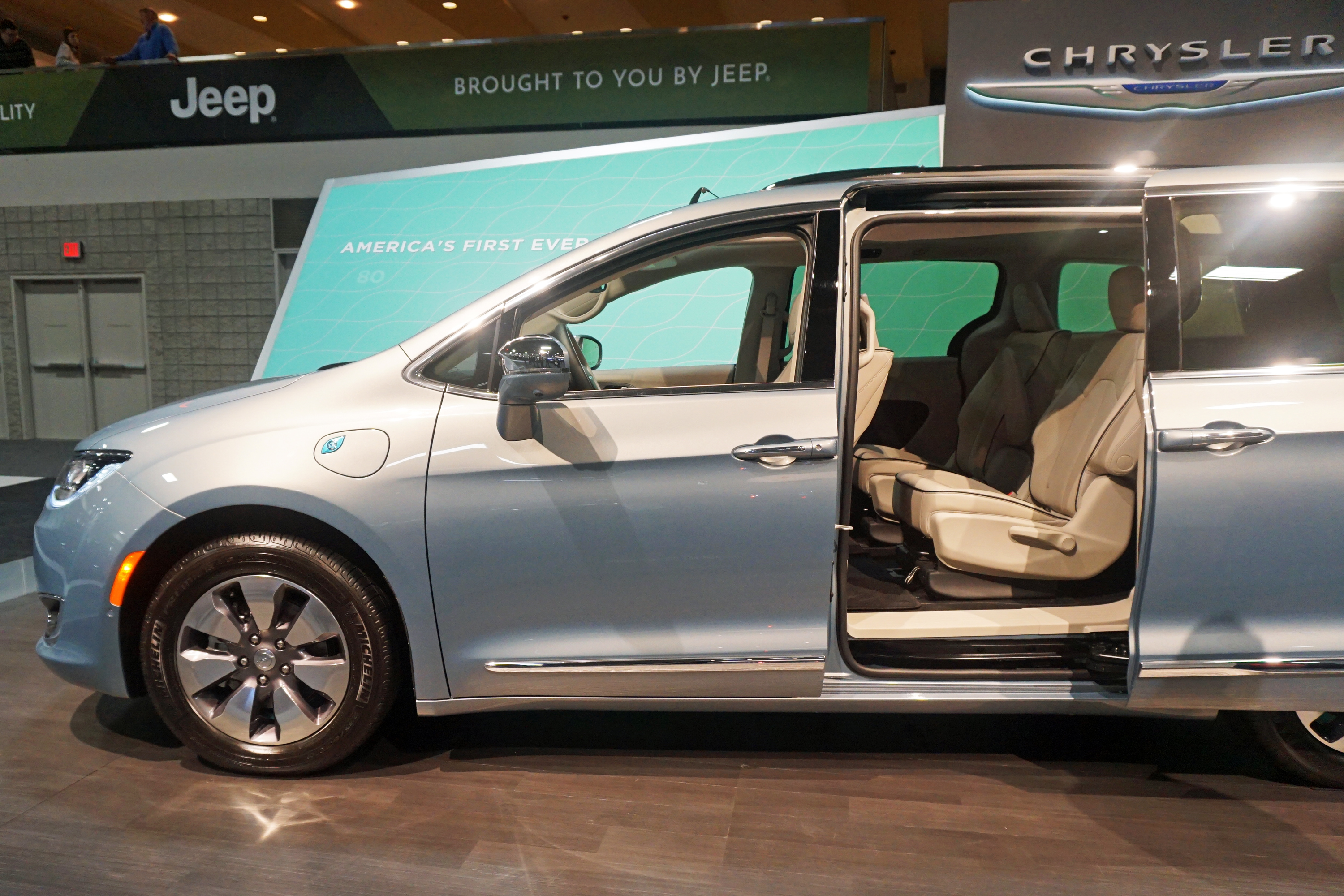
Port de charge de la Chrysler Pacifica Hybrid 2017.

La Pacifica utilise une nouvelle révision du moteur V6 Pentastar de 3,6 litres et sera produite avec deux groupes motopropulseurs, à essence uniquement et hybride rechargeable, ce dernier est commercialisé sous le nom de Pacifica Hybrid. La version hybride rechargeable utilise une batterie lithium-ion de 16 kWh, située sous le plancher, sous la deuxième rangée de sièges (l'hybride ne sera pas disponible avec les sièges Stow'n'Go), avec un système entièrement électrique, de 53 km d'autonomie     avant de revenir à l’utilisation du moteur à essence. La batterie peut être complètement rechargée en deux heures à l'aide d'un système enfichable de 240 volts. La version essence seulement de la Pacifica a été mise en vente à la mi-2016; la version hybride plug-in, en 2017. Chrysler s'attendait à ce que le modèle hybride rechargeable réalise une économie de carburant d'au moins 80 km/gallon , ,, mais le 1er décembre 2016, l'EPA a annoncé que la fourgonnette avait atteint 84 MPGe. 

### Économie de carburant
La Pacifica Hybrid, fonctionnant en mode hybride, affiche la plus grande économie de carburant de toutes les monospaces disponibles sur le marché américain depuis décembre 2016. Le tableau suivant présente les cotes de consommation de carburant officielles de l'EPA pour les deux variantes de groupe motopropulseur de la Chrysler Pacifica.
| Chrysler Pacifica        | 2017 | Essence seulement             | 10,6 L / 100 km   | 13,01 L / 100 km | 8,4 L / 100 km |
| Chrysler Pacifica Hybrid | 2017 | Électricité seulement (53 km) | (27 kWh / 100 km) | -                | -              |
| Chrysler Pacifica Hybrid | 2017 | Hybride                       | 2,8 L / 100 km    | 3,0 L / 100 km   | 2,6 L / 100 km |

### Sécurité
| Global:                   | 5/5 étoiles |
| Frontal conducteur:       | 5/5 étoiles |
| Frontal passager:         | 5/5 étoiles |
| Latéral conducteur:       | 5/5 étoiles |
| Latéral passager:         | 5/5 étoiles |
| Poteau latéral conducteur | 5/5 étoiles |
| Tonneau                   | 4/5 étoiles |

| Petit chevauchement avant (conducteur)      | Bien       |
| Petit chevauchement avant (passager)        | Acceptable |
| Chevauchement modéré avant                  | Bien       |
| Côté                                        | Bien       |
| Force du toit (modèles de 2017-aujourd'hui) | Bien       |
| Appuie-tête et sièges                       | Bien       |

## Récompenses
- "Meilleur monospace de 2016" sur Cars.com[24]
- "Meilleur nouveau grand véhicule" de l'Association des journalistes automobile du Canada (AJAC)[25].
- Chrysler Pacifica a été nommée van américain de l'année 2017 par un groupe d'experts en automobile[26].
- Véhicule familial de l'année par la Midwest Automotive Media Association[27].
- Prix du choix des conducteurs du meilleur monospace de MotorWeek[28].
- Crossover-SUV de l'année par la Rocky Mountain Automotive Press[29].
- Top Minivan 2017 par l'équipe de New York Daily News Autos[30].
- Meilleur monospace aux prix d'excellence automobile par des mécaniciens populaires[31].

## Commercialisation
En avril 2016, Chrysler a lancé une campagne publicitaire télévisée intitulée "Dad Brand", mettant en vedette le comédien Jim Gaffigan et ses enfants.En octobre 2016, Chrysler a lancé une campagne axée sur les médias sociaux appelée "PacifiKids", qui proposait des vidéos dans lesquelles des familles sans méfiance achetaient le véhicule chez un concessionnaire dont le personnel était composé exclusivement d'enfants. Pacifica a également été utilisé dans des campagnes de promotion croisées pour le film La vie secrète des animaux domestiques et Les Indestructibles 2,.

## Ventes
| Année civile | États-Unis | Canada | Mexique |         |
| ------------ | ---------- | ------ | ------- | ------- |
| 2016         | 62 366     | 2 560  | 208     |         |
| 2017         | 118 274    | 6 185  | 634     |         |
| 2018         | 118 322    | 5 999  | 505     |         |
| 2019         | 97 705     | 3 731  | 465     |         |
| 2020         | 93 802     | 2 733  | 261     |         |
| 2021         | 98 323     | 4 505  | 266     |         |
| 2022         | 98 624     | 7 692A | 284     |         |
| 2023         | 120 554    | 6 994  | 204     |         |
| 2024         | 107 356B   | 5 486  |         |         |
| Total        | 915 128    | 45 885 | 2 827   | 963 840 |

A : Changement de nomenclature pour les minvans FCA au Canada, les chiffres sont probablement comptés différemment à partir de cette année-là.
B : La gamme est scindée en 2, maintenant dotée d'un Voyager pour l'entrée de gamme, représentant 12 033 ventes en plus de celles du Pacifica.